# Гостья (роман)
«Гостья» (англ. The Host) — научно-фантастический и романтически-приключенческий роман Стефани Майер. В книге представлена раса пришельцев, называемая Душами, которые захватывают Землю и её жителей. Произведение описывает затруднительное положение одной души, когда разум человека-носителя воспротивился захвату своего тела и борется за выживание.
Роман «Гостья» вышел 6 мая 2008 года с первоначальным тиражом в 750 000 экземпляров.
Тем не менее международная версия романа была выпущена 2 апреля 2008 года в Великобритании, Ирландии, Индонезии, Филиппинах, Австралии и Гонконге британским подразделением издательства. Среди прочих книга была переведена на датский, шведский, немецкий, итальянский, испанский и иврит. Пролог и четыре первые главы были размещены автором на своём официальном веб-сайте. Роман вошёл в списки бестселлеров по версии Publishers Weekly за 2008 и 2009 год.
В 2013 году вышел снятый по мотивам романа одноимённый художественный фильм.

## Описание сюжета
Пришельцы-паразиты захватывают планеты, вселяясь в тела обитающих там существ, замещая их разум своим и, таким образом, подчиняя своей воле тело существа-носителя. Пришла очередь и Земли, которая практически вся уже захвачена пришельцами. Но после «вселения» очередной души, Странницы, успевшей пожить на восьми разнообразных обитаемых планетах космоса, пришелец сталкивается с ситуацией, когда человеческий разум юной девушки Мелани оказался слишком привязанным к близким людям и сопротивляется вытеснению из своего тела.
Душа пытается противостоять ей, но в результате сама «очеловечивается» — новые чувства и эмоции захватывают инопланетное существо, ранее не испытывавшее подобного. Они заключают союз и помогают друг другу, а затем и группе уцелевших людей, среди которых находят близких Мелани.
Некоторое время живя вместе в тесных пещерах, Странница и люди начинают понимать, что нельзя уничтожать другой вид разумных существ, даже если кажется, что иначе нельзя. Странница помогает людям выжить в мире, захваченном её соотечественниками, а затем доверяет им основное: душ против их воли можно извлекать из тел людей и с некоторой вероятностью разум человека возвращается обратно. К этому времени Странница стала своей среди окружающих людей и сама полюбила их; она хочет добровольно покинуть занимаемое ею тело, вернув его Мелани. Люди спасают Странницу от смерти, вселяя в тело юной девушки, разум которой не вернулся обратно после извлечения предыдущей души.

## Души в «Гостье»
Душа внешне выглядит как очень маленький, всего несколько сантиметров в длину серебристый сгусток энергии, по форме напоминающий воздушную пушистую ленточку с множеством очень тонких и изящных щупиков, которые можно сравнить с «нежными серебристыми нитями». По словам Странницы — Анни, это не совсем конечности, а «скорее антенны. И в распрямлённом состоянии они куда длинней трёх дюймов».
И внешне, и на ощупь Души очень приятны, и совсем не создают ощущение паразита.
Жизнь Души длится вечно, она никогда не стареет и не умирает своей смертью, но она может жить только в теле другого живого существа, полностью подчиняя себе его разум. Если Душу после смерти её носителя вовремя не внедрить в новое живое тело или не погрузить в криосон с помощью специального технического оборудования — криоконтейнера, она погибнет.
Очень редко бывает, когда разум носителя способен сопротивляться Душе, как например разум Мелани и Лэйси; тем более, когда носитель оказывается способен самостоятельно извлечь Душу из своего тела, как Кевин.
Зрачки у людей — носителей после внедрения Душ становятся зеркальными.
При смене носителя Душа часто меняет имя: либо получает прозвище, либо, что происходит гораздо реже, берёт имя носителя (яркий пример — Даррен, ассистент Целителя Брода — В — Глубокой — Воде, Утешительница Кэти и Курт — муж реципиентки Кэти, ректор университета в Сан-Диего).
Попрыгунья — Душа, которая без уважительной причины не доводит жизненный цикл носителя до конца и, как следствие, меняет носителей как бельё. Такие Души считаются слабовольными, ненадёжными. Уважительными причинами для преждевременной смены носителя могут быть чересчур агрессивный носитель, как в случае с Кевином, или преждевременная смерть носителя.
Первые Души появились на планете Исток. Это единственная планета, на которой Души могут долго обходиться без носителя. По рассказам Странницы, «там прохладно и очень много разноцветных слоистых облаков». Первые существа — носители Душ на Истоке имеют крылья, много специальных щупиков и большие серебристые глаза. В своей исконной среде, а также в некоторых других телах — носителях (например, в телах Водорослей) Души общаются друг с другом с помощью мыслей, и поэтому не привыкли врать. Исключение составляют только те Души, кто выбрал призвание Искателя.
По характеру Души очень высоконравственные, самоотверженные, честные, умеют сострадать и любить. Каждая Душа всем существом предана своему народу. У них не существует смертной казни. Да и других наказаний, если уж на то пошло. Ради спасения собрата, да и не собрата, как в случае с Кайлом, Душа сделает всё возможное. Души нуждаются в обществе. Они живут и работают, сливаясь в гармонии, — все одинаково порядочные, дружелюбные и миролюбивые. В их мире не существует тех, кто управляет, и тех, кто подчиняется. Все равны. Нет денег. У всех товаров есть штрих — коды для учёта товара, в любом магазине можно бесплатно получить то, что нужно в любом количестве. Какой смысл в деньгах, если никто никого не обманывает.
На Землю Души впервые прилетели в телах инопланетных Пауков, которые были по своей природе талантливыми инженерами и в техническом плане гораздо сильнее, разумнее и прогрессивнее, чем люди. Именно благодаря Паукам — носителям Души получили наиболее ценные технические знания и навыки, а также самую совершенную технику, в том числе и самые лучшие космические корабли.
Чётких половых различий между Душами как таковых не существует. Но есть особый вид Душ, имеющих потенциал производить на свет потомство — Матери. Такие Души встречаются крайне редко: на каждые пять — десять тысяч обычных Душ приходится одна Мать, иногда даже меньше. Но чётких правил этой закономерности не существует.
Исключительно по своему искреннему добровольному выбору Мать делится примерно на миллион новых Душ, невыносимо болезненным образом погибая при этом. Каждая новая Душа несёт в себе часть материнской памяти и все Души без исключения помнят, что чувствовали их Матери.
Например, Анни помнит даже некоторые воспоминания, которые дошли до неё через многие поколения Матерей её Матери с тех времён, когда динозавры уже вымерли, а люди ещё не появились.
Внедрение и извлечение Души из тела — стандартная процедура, любая Душа может выполнить её, если понадобится.
«Души не понимают насилия — только ласку».
Чтобы успешно извлечь Душу из реципиента, необходимо не только сделать маленький надрез у основания черепа и найти внешние щупики Души, но и, извлекая Душу, одновременно очень легко массировать их, гладить, а также дать ей время убрать щупики, подождать, пока она расслабится.
«Мы относительно хрупкие создания, целиком зависящие от принуждаемых носителей, а потому выработали определённые методы защиты».
Если Душа знает или хотя бы подозревает, что её собираются извлечь из тела, она может уничтожить тело реципиента.
Их щупики лишь с виду выглядят как тонкие серебристые волоски, на самом же деле они гораздо сильнее человеческих конечностей. Сопротивляясь извлечению из тела, Душа может уничтожить мозг носителя, буквально искрошив его своими щупальцами, хотя и не каждая Душа в силу своей природной доброты и альтруизма на это решается.

## Персонажи

### Души
- Странница «Анни» (англ. Wanderer "Wanda") — Душа, одна из главных героинь романа. От её лица ведётся всё повествование. Её носитель — Мелани Страйдер. Земля — её девятая планета, в результате чего её назвали Странницей. Её возраст — примерно 10 000 лет. Как и любая Душа — не умеет врать, но сами Души плохо это распознают так как не привыкли ко лжи. Благодаря влиянию Мелани, влюбилась в Джареда. Но в пещерах она встретила собственную любовь — Иена. Эти два чувства причиняли ей боль и страдания до тех пор, пока она не переродилась в новом теле. Джеб, узнав её имя, назвал её сокращённо Анни (англ. Wanda). Анни довольно известна среди Душ, благодаря тому, что много путешествовала. Кроме того она является Матерью — Анни может иметь потомство, правда, как и все Матери, лишь ценой собственной жизни. В конце книги обретает новую носительницу: спасая Странницу от смерти, люди вселяют её в тело юной девушки, разум которой не вернулся обратно после извлечения из неё предыдущей души по имени Лепесток-В-Лунном-Свете.
- Целитель «Брод-В-Глубокой-Воде» (англ. Healer "Fords Deep Waters") — Душа-врач, внедривший Странницу в тело Мелани. Довольно высоконравственная личность: честный, терпеливый и очень сострадательный. Спокойный, сдержанный. Лицо очень доброе и обычно всегда улыбчивое. Волосы золотисто-рыжего цвета. Носит бирюзовую униформу без рукавов. Проживает в Чикаго.
- Искательница «Ищейка» (англ. "The Seeker") — Душа, приставленная к главной героине романа, Страннице, для наблюдения за её акклиматизацией в новом мире. Её первой планетой была Земля, где она сразу пошла в искатели. Отношения Мелани и Анни первоначально были основаны на их ненависти к Ищейке, которая своими действиями вызывала у обеих раздражение. Её поведение отличалось от того, что обычно присуще добрым Душам. Внешность носителя Искательницы неприметная, сгусток мрака в светлой комнате. Она очень маленького роста, цвет кожи — смуглый. Обычно одевается во всё чёрное — от шеи и до запястий. Волосы Искательницы тоже чёрные, до подбородка, зачёсаны за уши. Выражение лица обычно напряжённое и раздражённое. Голос высокий и резкий. Глаза чёрные, как оникс. В конце, когда её носителя освободили от искательницы, выяснилось, что они сосуществовали вместе также как и Мелани со Странницей, а сама её носительница — Лэйси оказалась по характеру намного хуже ищейки, что немного оправдывало последнюю, так как та ни на минуту с ней не расставалась.
- Солнечный-Свет-Сквозь-Лёд «Санни» (англ. Sunlight Passing Through the Ice "Sunny") — Душа, живущая в теле девушки Кайла — Джоди. Её предыдущей планетой была планета Туманов, на которой она прожила 5 циклов. Под влиянием чувств Джоди Санни была влюблена в Кайла — он снился ей по ночам, и она рассказала о нём Искателям, чтобы его нашли. Когда Кайл похитил Санни, она не сопротивлялась и даже обрадовалась его появлению. Она умоляла жителей пещер не разлучать её с Кайлом, и, когда её оставили в теле Джоди, была очень счастлива. По характеру — типичная Душа. Очень нежная, чувствительная и эмоциональная. Внешне — маленькая, смуглая брюнетка с чёрными глазами, выглядит намного моложе своих двадцати семи лет.
- Неопалимый-цвет «Нео» (англ. Burns Living Flowers "Burns") — Душа, живущая, также как Анни, с ячейкой мятежников. Его предыдущая планета — Огненный Мир. Он и его друзья встретили Джареда и его ячейку во время вылазки, на которую отправились в том числе Йен, Анни и Мел. Сначала Джаред отреагировал враждебно, но поняв, что ячейка Нео не представляет угрозы, согласился сотрудничать с ними. Про его характер ничего особенного сказать нельзя, только то, что он не раз спасал лидеру ячейки, Нейту, жизнь (типичное поведение Душ). Нео, как и Анни, считал, что он единственный, кто «присоседился» в этом Мире. Внешность — высокий мужчина с огненно-рыжими волосами с веснушками, щедро рассыпанными по лицу, из-за чего кожа казалась смуглой, глаза — примерно тёмно-синего цвета.

### Люди
- Мелани «Мел» Страйдер (англ. Melanie "Mel" Stryder) — носительница Странницы, ей двадцать один год. Одна из главных героинь романа. Родилась в Альбукерке, Нью-Мексико. Вторжение настигло её в Лос — Анжделесе, когда ей было шестнадцать. Из-за этого Мелани около года скрывалась со своим младшим братом Джейми, пока в семнадцать лет не повстречала Джареда, в которого почти сразу влюбилась. Через четыре года Мелани совершает вылазку, посвящённую поиску Шерон — её двоюродной сестры, в надежде, что та осталась человеком. Но во время вылазки Мел настигли Души. К Анни она привыкла не сразу, но потом полюбила её как родную сестру. Высокая, очень красивая девушка спортивного телосложения с загорелой кожей, пышными рыжеватыми волосами и зеленовато — карими глазами. Обладает сильной волей: в течение нескольких месяцев ей удавалось утаить от Анни воспоминания о Джареде и Джейми.
- Джейми Страйдер (англ. Jamie Stryder) — четырнадцатилетний брат Мелани. Один из первых, поверивших Страннице, он же был одним из первых, с кем заговорила Анни. Душа любила его не меньше, чем её носитель. Невысокий, худощавый подросток с очень хорошо загорелой кожей («даже в тусклом свете голубой лампы его кожа отливала густым загаром») и длинными до плеч чёрными шелковистыми волосами.
- Шерон Страйдер (англ. Sheron Stryder) — племянница Джеба, дочь Мэгги и двоюродная сестра Мелани. Отличительная черта — огненно-рыжие волосы. До вторжения она вместе с матерью жила в Чикаго. Шерон испытывает сильную ненависть к Анни из-за того, что она находятся в теле её кузины. Она демонстративно игнорировала Странницу и открыто проявляла свою враждебность. Шэрон живёт вместе с Доком, их отношения зародились уже после появления Странницы в пещерах. Она занимается тем, что учит живущих в пещерах детей, и к своей должности относится очень ревностно.
- Джебедия «Джеб» Страйдер (англ. Jeb Stryder) — дядя Мелани и Джейми, помимо всего главный в группе повстанцев, к которым пришла Странница. Джеб был первым кто пожалел Странницу, по большей части всё это было из любопытства. Мужчина лет пятидесяти с седыми добела волосами и бородой. Глаза «цвета линялых джинсов», брови косматые. Очень суровый и, временами, агрессивный, в отношении к повстанцам следует правилу «мой дом — мои правила», без жалости изгоняя или казня тех, кто угрожает спокойствию в пещерах.
- Магнолия «Мегги» Страйдер (англ. Magnolia "Maggie" Stryder) — родная сестра отца Мелани, Тревора, и дяди Джеба, мать Шэрон. Всей душой ненавидит Странницу и постоянно пытается уличить её во лжи. Её отношение немного смягчается после того как Анни, готовая пожертвовать жизнью ради Мелани, возрождается в новом теле. На вид её можно было назвать ровесницей Джеба, если не старше, возраст угадывался не сразу из-за тёмно-пепельной, а не снежно-белой седины.
- Джаред Хоу (англ. Jared Howe) — возлюбленный Мелани, ему двадцать семь лет. Довольно привлекательный мужчина с загорелой коричневато — золотистой кожей, очень мускулистым телом, и золотистыми, всего на несколько тонов темнее, чем кожа, волосами, если не считать нескольких соломенно-жёлтых прядок. Глаза — чуть темнее волос и со светлыми крапинками. Лицо прямоугольное, с чуть выступающими скулами и небольшими морщинками вокруг глаз из — за яркого солнечного света, а также потому что он часто улыбается. На редкость физически сильный и очень быстрый. Чтобы избежать насильственного внедрения Души для маскировки сделал себе шрам на затылке. По словам Мелани, ей стало легче жить, после того как он встретил их с Джейми. Эмоциональный, заботливый, и очень упрямый. Джаред долгое время ненавидел Странницу и не доверял ей, потому что думал, что Мелани мертва, несмотря на все уговоры Джейми и Джеба. Но, поцеловав её, он понял, что Мелани жива и стал относиться к Анни намного лучше. Он поддержал Анни, когда она хотела добыть лекарства и, позднее, заставил Дока нарушить клятву и дать Анни новое тело. Любит Джейми, как сына, и готов на всё, чтобы уберечь его.
- Иен О’Ши (англ. Ian O'Shea) — возлюбленный Анни. Красивый голубоглазый брюнет двадцати семи лет с идеальным профилем и ровным орлиным носом. Поначалу, как и все, мало доверял главной героине, но потом почувствовал вину перед ней, а вскоре влюбился в неё. Был против возвращения Мелани, потому считал что Анни тоже имеет право на жизнь. Он лучше всех понимал Анни и даже замечал, когда она «беседовала» с Мелани. Часто вступал в конфликт со своим братом Кайлом из-за Анни, которую тот поначалу ненавидел, даже поддерживал Джеба в том, чтобы Кайла наказали, когда тот напал на Душу.
- Кайл О’Ши (англ. Kyle O'Shea) — старший брат Йена. Агрессивный по натуре мужчина. Меньше всех доверял Страннице и несколько раз пытался убить её. В последний раз Анни спасла его, и он оставил её в покое. Кайл этого не забыл, как и того, что на суде она отрицала его вину, и отстал от Души, «жизнь за жизнь» — как он сам сказал. Когда Кайл узнал, что можно извлекать Души из тел носителей без вреда для тела, он сбежал, чтобы найти свою девушку Джоди, также захваченную Душой. Душа, жившая в её теле (Санни), под влиянием эмоций Джоди испытывала к нему сильные чувства (как Анни к Джареду). И, когда оказалось, что разум Джоди не вернётся, Кайл сам предложил вернуть Санни в её тело. После этого он изменил своё отношение к Анни и Душам. Очень массивный, темноволосый. С такой же светлой кожей и голубыми глазами, как и Иен. Нос довольно неровный из-за многочисленных переломов.
- Док (англ. Doc) — прежде единственный доктор в группе повстанцев. Он убивал Души, пытаясь найти способ извлечь их из тела, из-за чего его долго боялась Странница. Но Странница понравилась ему быстрее, чем он ей. Его настоящее имя — Евстафий (англ. Eustace) (Юстас), но сам Док не любит это имя так как оно напоминает ему о его родителях, которые были к нему не очень добры. Сильно переживает из-за своих пациентов, которых, из-за недостатка в лекарствах, ему непросто лечить. Поэтому же часто пьёт. Анни раскрыла ему первому тайну, как извлекать Души, в обмен на то, что он поможет ей умереть. Это высокий худощавый мужчина с выцветшими, то ли светло — каштановыми, то ли тёмно — русыми волосами; ласковым голосом и добродушной улыбкой.
- Кэнди (англ. Candy) — бывший носитель Души-целителя по имени «Песня-Лета» (англ. Summer Song), сама Кэнди проснулась благодаря слову «Лето» (части имени её Души). Долго не могла вспомнить своё имя (какое-то время её звали Мэнди). Много времени проводила с Доком из-за его познаний в медицине.